# 60 бит
В компьютерной архитектуре — 60-разрядные целые числа, адреса памяти, или другие типы данных размером 60 бит. Шестидесятиразрядные ЦПУ и АЛУ — архитектуры, основанные на регистрах и шинах данного размера. 

## История
Компьютеры, разработанные с использованием 60-битных слов, встречаются довольно редко, и выпускались едва ли не единственным производителем Control Data Corporation. Примеры включают CDC 6000 и CDC 7600, а также ещё немногие модели этого производителя.

## Эмуляция
Существуют музейные образцы 60-битных машин CDC. Для серии таковых также существует эмулятор, который может имитировать 60-битные машины CDC на другом оборудовании и операционных системах.